# Fixsenia kibiensis
Fixsenia kibiensis är en fjärilsart som beskrevs av Shirôzu och Michitaka Nanba 1973. Fixsenia kibiensis ingår i släktet Fixsenia och familjen juvelvingar. Inga underarter finns listade i Catalogue of Life.